# Сигер, Рут Кроуфорд
Рут Кроуфорд Сигер (англ. Ruth Crawford Seeger; 3 июля 1901 — 18 ноября 1953), урождённая Рут Кроуфорд Портер — американский композитор.

## Биография
Рут Кроуфорд родилась в городе Ист-Ливерпул, штат Огайо. С раннего детства занималась фортепьяно. Первым учителем Рут была её мать. Позднее занималась с мадам Вальборг Коллетт, в свою очередь бывшей ученицей норвежской пианистки и композитора Агаты Баккер-Грёндаль. Затем поступила в Американскую музыкальную консерваторию в Чикаго. Обучалась композиции у Адольфа Вейдига. Однако наибольшее влияние на становление её творчества оказал бывший ученик Скрябина Джейн Херц. Во время обучения в Чикаго познакомилась со многими представителями творческой элиты, в частности с Карлом Сэндбергом, стихи которого впоследствии положила на музыку.
Ранний период творчества, пришедшийся на конец 1920-х годов, представлен атональными произведениями, проникнутыми влиянием музыки Скрябина. В композиторской технике возможно влияние Шёнберга, а также её мужа композитора Чарльза Сигера. Впоследствии разработала собственный метод композиции.
В 1930 году стала первой женщиной, получившей стипендию Гуггенхайма.
Жила в Берлине и Париже. В 1933 году на Всемирных днях музыки в Амстердаме её «Три песни» (для голоса, гобоя, ударных и струнных) представляли США. Вернувшись из Европы, занялась изучением популяризацией и обработкой американской народной музыки. За год до смерти вернулась к модернизму.
Умерла в 1953 году от рака кишечника. Была похоронена на кладбище Спрингфилд.
Её приёмным сыном был известный автор-исполнитель Пит Сигер.

### Произведения
- Kaleidoscopic Changes on an Original Theme Ending with a Fugue, 1924
- Фортепианные прелюдии № 1-5, 1924—1925
- Adventures of Tom Thumb, 1925
- Музыка для малого оркестра, 1926
- Соната для скрипки и фортепиано, 1926
- Сюита № 5 духовых инструментов и фортепиано, 1927 г., изм. 1929
- Фортепианные прелюдии № 6-9, 1927—1928
- Сюита № 2 для струнного оркестра, 1929
- Пять песен на стихи Карла Сэндберга: Home Thoughts, White Moon, Joy, Loam, Sunsets, 1929
- 4 диафонические сюиты, 1930
- Обучение фортепиано в смешанных акцентах, 1930
- 3 Chants: no.1, To an Unkind God, no.2 To an Angel, no.3, female chorus, 1930
- Три песни на стихи Карла Сэндберга для контральто, фортепиано, гобоя, ударных и дополнительного оркестра: Rat Riddles, Prayers of Steel, In Tall Grass, 1930-1932
- Струнный квартет, 1931
- Two Ricercare (H.T. Tsiang): Sacco, Vanzetti — Chinaman, Laundryman, 1932
- The Love at the Harp, 1932
- Rissolty, Rossolty, 1941
- Сюита для духового квинтета, 1952